# Шабазит
Шабазит, или хабазит, — минерал, силикат группы цеолитов, представленный кристаллами в виде ромбоэдров.

## Описание
Твёрдость 4,5. Плотность 2,08-2,16. Цвет белый, с желтоватыми либо розоватыми оттенками. Кристаллы обыкновенно ромбоэдрического габитуса, образующие двойники прорастания по базису. Встречается в виде прожилков, мелких друз, секреций.
Под паяльной трубкой вспучивается, плавится с трудом, образуя просвечивающую пузырчатую эмаль. В соляной кислоте разлагается, при этом образуя илообразный кремнезём.

## Нахождение
Основными местами нахождения шабазита являются трещины и жеоды в эффузивных породах, в которых он образуются. Также шабазит был обнаружен в местах изменения вулканических туфов под действием минерализованных растворов, в гидротермальных жилах, в отложениях горячих источников.

## Месторождения
Шабазит обнаружен в базальтах Богемии, Оберштейна, а также в Шотландии, Исландии, в долине Фасса (Тироль).
В России шабазит добывают в районе р. Чикой (Иркутская область).